# 霍尔茨基希
霍尔茨基希是德国巴登-符腾堡州的一个市镇。总面积8.14平方公里，总人口266人，其中男性131人，女性135人（2011年12月31日），人口密度33人/平方公里。